# 满洲市场
满洲市场株式会社是1917年9月1日:676建立于中华民国奉天满铁附属地的从事市场经营:117的日本法人（1937年12月起为满洲国法人）。设立资本金为40万日元:117。前身为设立于1916年8月的奉天市场株式会社:94。:36,37
虽然公司名称为满洲市场株式会社，它仅拥有3座位于奉天满铁附属地的市场，并未涉足其他城市。

## 前身
满洲市场株式会社发端于奉天市场株式会社。1916年8月15日，奉天市场株式会社设立于奉天满铁附属地，资本金为5万日元，从事食品的配给。公司地址为西三条街10号地（江岛町6番地）。:3

## 概况
奉天市场株式会社在设立后不久，为了有效为满铁附属地提供物资配给、市场运营的服务，向满铁请求援助。满铁与奉天市场商议后，决定不局限于奉天一地的市场运营，而力图在奉天运营模范的市场，进而将其推广到满洲各地。合办的新公司因而被命名为“满洲市场株式会社”。满洲市场株式会社设立于1917年9月1日，资本金为40万日元，其中满铁出资一半，奉天市场株式会社股东出资37.5%，余下12.5%则由外界募资。公司设立时的取缔役社长为原田铁造（时任满铁奉天地方事务所主任）。公司总部位于奉天市场株式会社原址西三条街10号（江岛町6番地）。公司每年6月和12月决算。:5
1937年时，资本金仍为40万日元，满铁占股份47.5%。公司总部位于奉天满铁附属地青叶町31番地。取缔役社长为关屋悌藏。营业内容为水陆物产等的委托贩售，市场的运营和店铺借贷，以及其余相关的连带事业。:50,51
1937年12月，随着满铁附属地行政权由满铁转交给满洲国政府，满洲市场株式会社也从日本法人转为满洲国法人。
满洲市场所运营的三座市场都位于奉天满铁附属地，主要服务于满铁附属地以及邻近地区。中国人的市场主要位于奉天城附近。:279

## 市场

### 春日町市场（第一市场）

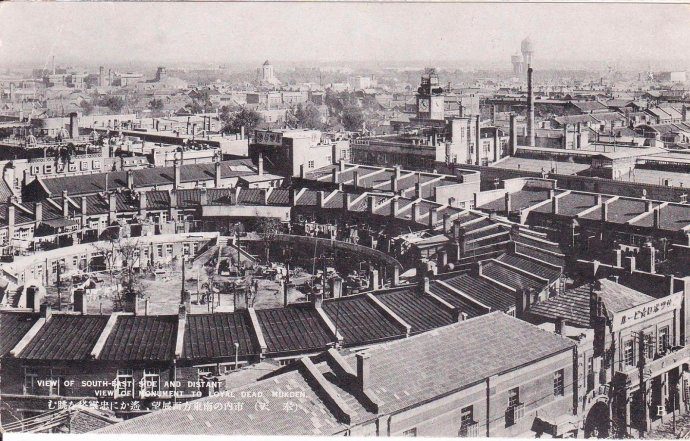
图中圆环状建筑为春日市场。该建筑在战后相当长的时间作为和平副食商场（副食品市场）存在，俗称“圈儿楼”

第一市场是满洲市场株式会社最早的零售市场。在初期称为“满洲市场”，1933年7月，在青叶町市场开设前不久，改名为春日町市场，同年12月又改称为第一市场。该市场位于江岛町和春日町之间，地址为江岛町6番地及春日町5番地。建筑为2层楼房（1917年设立时为1层，1933年改建为2层），砖混结构。一层全部为店铺，共40间，各店铺左右连通；二层为各店铺的住宅部分。在环形楼房外侧南北两处设有公共厕所。:67,70
市场建设始于1917年12月11日，于同月25日开业。当时的40家零售店铺包括鲜鱼商10家，蔬果商10家，点心店1家，日用品店3家，鱼糕店2家，杂货店3家，肉店2家，玩具店1家，豆腐店1家，鞋店1家，食杂店6家；1938年时，有鲜鱼店14家，蔬果商10家、鱼糕店2家、肉店2家、煮豆、油炸食品店1家、豆腐店1家、食杂店10家。:67,69,70市场设立时，春日町尚有多处为空地，各店铺亏损。满洲市场会社不仅降低了店铺租金，并给各店铺补贴：截至1919年6月，每店铺补贴5日元，7至10月，每店铺补贴3日元。:67,68
春日市场在设立初期时兼有零售和批发业务，1933年青叶町市场设立，批发业务转移到青叶町市场，春日市场进行了改造和扩建，主体建筑改为2层，转以零售为主。:4-7:69

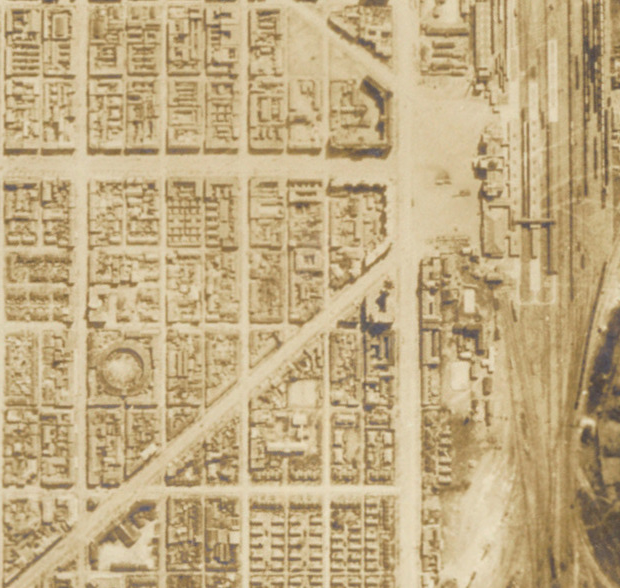
1930年前后的奉天满铁附属地航拍图。右侧为火车站，图中环状建筑即春日町市场

### 青叶町市场

青叶町市场外观。中华人民共和国时代被称为“平安菜市场”

九一八事变之后，奉天满铁附属地的日本居民继续增长，满铁附属地也逐渐向南发展。春日市场逐渐难以满足居民的需求，故而满洲市场株式会社决定在春日市场南方设立青叶町市场，地址为青叶町33、35番地、霞町34、36番地。1933年8月6日，青叶町市场开始建设，同月27日市场开始运营。:71
青叶町市场主建筑为八角形（正方形切去四个角）环状，钢混结构2层，有店铺20家，一层为商铺，二层为住宅。与春日町仅有公共厕所的状况不同，青叶町市场的20家商户各自设有冲水厕所。青叶町市场附属设施有一处管理人员值班室、5间仓库、2处公共厕所、一处鱼肠弃置所、一处蔬菜消毒所。:71,72

### 加茂町市场
在设立青叶町市场的次年，为了满足满铁附属地北部的十间房地区和商埠地的需求，满洲市场会社在满铁附属地的北部又设立了加茂町市场。加茂町市场的建设始于1934年10月30日，开业于同年11月14日。该市场与占据方形地块春日町、青叶町市场不同，位于宇治町15、16番地两个长方形的地块，被宇治町的马路从正中间分隔。建筑为砖砌平房，2栋。有店铺24户，管理人员值班室2处，公共厕所2处，鱼肠弃置所2处，消毒所2处。:73,741937年时，店铺有18家：鲜鱼店4家、煮、油炸食品店1家、鱼糕店2家、寿司便当店2家、蔬果店2家、食杂店4家、豆腐店2家。:73
中华人民共和国时期该市场称为广州菜市场（原加茂町现名广州街）。:228

## 关联条目
- 抚顺市场株式会社
- 长春市场株式会社